# スラップスティック作戦

イタリア戦線

スラップスティック作戦（スラップスティックさくせん、Operation Slapstick）は、第二次世界大戦における連合国軍のイタリア侵攻作戦の一部で、1943年9月9日に実行された英第一空挺師団によるタラント上陸作戦である。部隊の輸送にあたった艦艇は軽巡洋艦「ボイシ」、「オーロラ」、「ペネロピ」、「シリアス」、「ダイドー」、敷設巡洋艦「アブディール」である。前日イタリア政府は降伏しており、ドイツ軍もほとんど存在していなかったため、兵員は軍艦から港へ直接上陸した。抵抗は少なく、ほとんど損害もなくタラントは占領された。だが、この作戦中に「アブディール」が触雷して沈没した。同日アメリカ軍はサレルノに上陸した。